# Tōon, Ehime
Tōon (japanska: 東温市?, Tōon-shi) är en stad i Ehime prefektur i Japan. Staden bildades 2004 genom en sammanslagning av kommunerna Kawauchi och Shigenobu. 